# Resolución 1561 del Consejo de Seguridad de las Naciones Unidas
La resolución 1561 del Consejo de Seguridad de las Naciones Unidas fue adoptada por unanimidad el 17 de septiembre de 2004, tras recordar todas las resoluciones anteriores sobre la situación en Liberia, en particular las resoluciones 1497 (2003), 1503 (2003), 1521 (2003) y 1532 (2004). El Consejo prorrogó el mandato de la Misión de las Naciones Unidas en Liberia (UNMIL) por un año más, hasta el 19 de septiembre de 2005. 
El Consejo de Seguridad reconoció el importante papel que desempeñaba la Comunidad Económica de los Estados de África Occidental (CEDEAO) en el proceso liberiano, además del de la Unión Africana y las Naciones Unidas. También se han producido avances sustanciales en materia de desarme en el proceso de desarme, desmovilización, reintegración y rehabilitación. 
Se instó a los partidos liberianos a comprometerse con el proceso de paz y a garantizar la celebración de elecciones generales libres, justas y transparentes antes de octubre de 2005. Mientras tanto, se pidió a la comunidad internacional que cumpliera las promesas hechas en la Conferencia Internacional de Reconstrucción de Liberia en febrero de 2004 y facilitara fondos para el proceso de reintegración y rehabilitación. Por último, el Secretario General Kofi Annan informará sobre los progresos realizados por la UNMIL en el cumplimiento de su mandato .